# Gradina (gmina Fojnica)
Gradina – wieś w Bośni i Hercegowinie, w Federacji Bośni i Hercegowiny, w kantonie środkowobośniackim, w gminie Fojnica. W 2013 roku liczyła 24 mieszkańców, z czego większość stanowili Boszniacy.